# 凱西·卡斯特
凱瑟琳·安妮·卡斯特（英語：Katherine Anne Castor；/ˈkæstər/ KASS-tər，1966年8月20日—），是一位美國民主黨籍政治人物和律師，現為佛羅里達州第14國會選區眾議院議員。
凱西·卡斯特是前佛羅里達州參議員、南佛羅里達大學校長和佛羅里達州教育專員貝蒂·卡斯特的女兒，出生於邁阿密，在坦帕長大。畢業於埃默里大學（文學士）和佛羅里達州立大學（法學士）。法學院畢業後，卡斯特主要從事公共行政法工作。她於2006年首次當選眾議員，並已連任七次。

## 外部連結
- Representative Kathy Castor （页面存档备份，存于） official U.S. House website
- Kathy Castor for Congress （页面存档备份，存于）
- 中的“凱西·卡斯特”
- C-SPAN內的頁面（英文）

- 美國國會國家人物傳記大辭典中的傳記
- 由華盛頓郵報維護的投票記錄
- 智慧投票计划中的傳記、投票紀錄及利益集團評級
- 聯邦選舉委員會中的競選財務報告和數據